# Hlomla Dandala
Hlomla Dandala, né 22 septembre 1974 à Mdantsane (en), Cap-Oriental est un acteur, présentateur de télévision et réalisateur sud-africain. Il est surtout connu pour ses rôles de Derek Nyathi dans Isidingo, le personnage principal de Jacob Makhubu dans Jacob's Cross et l'animateur de l'émission de téléréalité All You Need Is Love de 2002 à 2003.
Il a joué dans la série dramatique Rockville dans le rôle de Gomorrah, le principal antagoniste de la troisième saison, et dans le feuilleton télévisé d'E.tv aux heures de grande écoute, Scandal! comme Kingsley Siseko Langa de 2016 à 2019.
En 2018, Dandala joue dans The River à travers Sindi Dlathu (en) (qui joue Lindiwe) dans le rôle de son mari, le commissaire Zweli Dikana. Dandalaa est le fils de Mvume Dandala (en) et a une sœur Gqibelo. Il parle cinq langues : l'afrikaans, l'anglais, le xhosa, le sesotho et le zoulou.

## Filmographie

### Télévision
- 1995-1998 : Channel O
- 2000 : All You Need Is Love
- Scout's Safari
- 2006 : Coup! (réalisé pour la télévision)

### Série
- Isidingo (en) : Derek Nyathi (saison 1-4)
- Rockville (en) : Gomorrah (saison 3)
- 2002-2003 : Jacob's Cross (en) : Jacob Makhubu, plus tard Jacob Abayomi (depuis la saison 1)
- Interrogation Room
- Tsha Tsha : Lungi (saison 4)
- Gaz'lam : Coltrane (saison 5)
- Zero Tolerance : Majola Tindleni (saison 2)
- Jozi-H : Dr Sipho Ramthalile
- Scandal! (en) : Kingsley Siseko Langa
- The River : Zweli Dikana
- The Republic : Deputy President

### Mini-série
- Land of Thrirst : Khanyiso Phalo
- 2005 : The Triangle
- 2017 : Madiba

### Film
- 1997 : Fools
- 2005 : Lord of War : Interpol Pilot
- 2011 : Winnie : Oliver Tambo
- Contract (en) : Peter Puplampo
- 2014 : Honeymoon Hotel avec Beverly Naza and Martha Ankhoma
- Code Momentum : Mr. Madison
- 2016 : Happiness Is a Four-letter Word (en)